# Nephele metapyrrha
Nephele metapyrrha är en fjärilsart som beskrevs av Walker 1856. Nephele metapyrrha ingår i släktet Nephele och familjen svärmare. Inga underarter finns listade i Catalogue of Life.